# Stensjön (Färnebo socken, Värmland, 664195-141039)
Stensjön är en sjö i Filipstads kommun i Värmland och ingår i Göta älvs huvudavrinningsområde. Sjön är 19 meter djup, har en yta på 2,83 kvadratkilometer och befinner sig 257,1 meter över havet. Sjön avvattnas av vattendraget Saxhyttälven (Stensjöälven).

## Delavrinningsområde
Stensjön ingår i det delavrinningsområde (664399-140933) som SMHI kallar för Utloppet av Stensjön. Medelhöjden är 297 meter över havet och ytan är 18,01 kvadratkilometer. Räknas de 4 avrinningsområdena uppströms in blir den ackumulerade arean 44,79 kvadratkilometer. Saxhyttälven (Stensjöälven) som avvattnar avrinningsområdet har biflödesordning 3, vilket innebär att vattnet flödar genom totalt 3 vattendrag innan det når havet efter 375 kilometer. Avrinningsområdet består mestadels av skog (79 procent). Avrinningsområdet har 3,05 kvadratkilometer vattenytor vilket ger det en sjöprocent på 16,9 procent.